# 驚きの嵐!世紀の実験 学者も予測不可能SP
『驚きの嵐!世紀の実験 学者も予測不可能SP』（おどろきのあらし!せいきのじっけん がくしゃもよそくふかのうスペシャル）は、2006年から2009年にかけて、不定期に日本テレビ系列で放送されたバラエティ番組・特別番組である。アイドルグループ嵐の冠番組。

## 番組内容
言われてみれば確かに気になる、くだらない実験を嵐のメンバーが体を張って挑戦する実験バラエティー番組として放送された。2010年3月まで放送された『嵐の宿題くん』のゴールデン進出枠であるが、番組のコンセプトは『Dの嵐!』で相葉雅紀の考案により生まれた企画、「Aの嵐」を基にしている。本番組の放映直後に放送される『嵐の宿題くん』では、映像が地味、スタッフの単純なミスなどの理由から編集でカットされた「お蔵入り実験」を紹介し、反省会を行うのが恒例となっていた。
嵐が活動休止後で本番組放送終了から13年後の2023年1月10日に、本番組の内容を踏襲した「クイズ!できる?できない?」が放送開始。本番組および「Dの嵐!」で放送された「無重力実験」や「ヘッドホン漫才」などの企画が引き継がれている。

## 出演者
- 小倉智昭 ： 総合司会
- 嵐
  - 大野智
  - 櫻井翔 ： 司会兼プレゼンター
  - 相葉雅紀
  - 二宮和也
  - 松本潤

### 教授
- 北野大 ： 明治大学・環境担当
- 橋本健一 ： 千葉県立衛生短期大学・生物学担当
- 浅井武 ： 筑波大学・身体運動担当
- 原利次 ： 日本工業大学・熱工学担当
- 山本誠 ： 東京理科大学・流体工学担当
- 溝口憲治 ： 首都大学東京・物理担当
- 高野克己 ： 東京農業大学・食品担当
- 江前敏晴 ： 東京大学大学院・製紙担当
- 小島昇 ： 明治大学・風力担当
- 関和市 ： 東海大学・航空力学担当
- 渡邊博之 ： 玉川大学・植物担当
- 吉村作治 ： 早稲田大学・エジプト考古学担当
- 大槻義彦 ： 早稲田大学・物理担当

### ナレーター
- 小林清志

## 主な実験
ほっとき実験
主に二宮と大野が担当。食べ物や植物を一定の条件下の元に置き、しばらく放置（育てる場合は育成）するとどうなるのかを調べる。
○○の船で海を渡れるか?
櫻井ともう1人のメンバーが担当。主に相葉が多いが初期は二宮、大野も参加していた。松本は、「ブロックの船」の際に初めて参加した。ある1つの素材（葉っぱ、わら、おもちゃのブロックなど）だけを使い4人乗りの船を製作。それに乗り込み海を横断することを目指す。初期は川を下り海に出ることが目標だったが中期以降は伊豆半島の熱海市から初島にたどり着くことが目標となっている。
船が航行不能になった時点で終了。これまで全ての回で行っているが全て失敗している。耐久性が弱く、すぐに崩壊してしまうこともあれば、ある程度は持つものの櫻井の秘策が裏目に出た結果失敗することもある。また、通りかかった漁船の横波にあおられ転覆したこともある。
毎回「これでラスト」と言われているが前述の通り失敗し、嵐の宿題くんの中で謝罪とリベンジすることを誓うのが定番になっている。
また、船が沈没する際は決まって加山雄三の「海 その愛」がBGMとして流れる。
透明人間になれるのか?
相葉と二宮が担当。全身鏡張りの衣装を着込んだ相葉（通称ミラーマン）が景色の中に紛れ込み、本当に見えなくなるかを実験する。ロケーションによってはカモフラージュすることができるが、明らかに見えていることも多い。

## 放送内容

### 第6回
驚きの嵐!世紀の実験 学者も予測不可能SP&奇跡を呼ぶ実験的生ライブ!!

### 特別編
24時間テレビ 愛は地球を救う31内「予測不可能!夢実験の嵐!!」

## スタッフ
- 構成：山谷隆、桜井慎一、石塚祐介、木南広明、平出尚人（木南・平出→第3,4回） / 安達元一
- TM：古井戸博
- SW：小林宏義（第4回、第2回はCAM）
- CAM：榎本丈之（第3,4回）
- 音声：大島康彦（第4回）
- VE：三崎美貴（第2-4回）
- 照明：小川勉
- 技術協力：NTV映像センター、ヌーベルフォース、八峯テレビ
- 美術：大川明子
- デザイン：渡辺俊太（第4回）
- イラスト：伊藤康一（第3,4回）
- リサーチ：フォーミュレーション
- CG：DRAGONPOON PICTURES
- 美術協力：日本テレビアート
- メイク：リップスティック
- EED：加納敏行（第2-4回、読売映像）、小川洋行（第3,4回、読売映像）
- MA：島崎敏晴（第3,4回、読売映像）
- 音効：森山顕仁、岡田淳一（ヘンドリックス）
- TK：大岡伸江
- 協力：ジャニーズ事務所
- PR：高木明子（第3,4回）
- デスク：櫛山照美
- AP：金沢紀子、柴崎裕美（共に第4回）
- ディレクター：日野力、中井康二、丹野樹史、保野祥子（保野→第3,4回）
- 演出：安彦和弘
- 総合演出：三浦伸介（第2-4回は演出）
- プロデューサー：松本浩明 / 小塩佳宏、浜田和宏、秋丸桃香（浜田・秋丸→第3,4回、第1,2回はAP）、堀金澄彦（堀金→第4回、第1-3回はディレクター）
- チーフプロデューサー：松崎聡男
- 制作協力：SION、オフィスぼくら
- 製作著作：日本テレビ

### 過去のスタッフ
- 構成：桝本壮志（第2-4回）、藤谷弥生（第2回）、大谷裕一（第3回）
- SW：蔦佳樹（第1,2回）、高梨正利（第3回）
- CAM：鎌倉和由（第1回）
- 音声：三石敏生（第1-3回）
- VE：飯島友美（第1回）
- 美術：小野寺一幸（第1回）
- デザイン：近藤純子（第1,2回）
- EED：藤田信（第1回、オムニバス・ジャパン）
- MA：小野敬太郎（第1回、オムニバス・ジャパン）、安藤隆司（第2回、読売映像）
- PR：岸川夕子（第1,2回）
- 調査：向笠啓祐（第3回）
- リサーチ：No.1s（第1-3回）
- AP：石田美和、米村まどか（共に第1回）、山川好美、五十嵐久也、川原三穂、山下仁志（共に第3回）
- ディレクター：水口智就、宇佐美卓也、中野テツジロ、太田憲一、立澤哲也（共に第1回）、愛場剛士、江口英雄（共に第2回）、森大祐（第2,4回）、山井貴超（第2,3回）、丸山信也（第3,4回）、倉田敬之（第3回）、田中匡史、宮本誠臣（共に第4回）
- プロデューサー：今泉昌子（第1回）、飯塚優子（第1-3回）、佐渡泰（第2,3回）
- 制作協力：極東電視台（第1回）、NON PRO（第2,3回）